# ジョーイ・エステス
ジョゼフ・リー・エステス（Joseph Lee Estes, 2001年10月8日 - ）は、 アメリカ合衆国カリフォルニア州ロサンゼルス郡パームデール出身のプロ野球選手（投手）。右投右打。MLBのアスレチックス所属。

## 経歴

### プロ入りとブレーブス傘下時代
2019年のMLBドラフト16巡目（全体487位）でアトランタ・ブレーブスから指名され、プロ入り。契約後、傘下のルーキー級ガルフ・コーストリーグ・ブレーブスでプロデビュー。5試合に先発登板して0勝1敗、防御率8.10、8奪三振を記録した。
2020年はマイナーリーグがCOVID-19の影響で試合が開催されなかったため、公式戦の登板は無かった。
2021年はA級オーガスタ・グリーンジャケッツでプレーし、20試合に先発登板して3勝6敗、防御率2.91、127奪三振を記録した。

### アスレチックス時代
2022年3月14日にマット・オルソンとのトレードで、クリスチャン・パチェ、シェイ・ランゲリアーズ、ライアン・キューシックと共にオークランド・アスレチックスへ移籍した。この年は傘下のA+級ランシング・ラグナッツでプレーし、20試合に先発登板して3勝7敗、防御率3.55、92奪三振を記録した。
2023年、マイナーではAA級ミッドランド・ロックハウンズとAAA級ラスベガス・アビエイターズでプレーし、2チーム合計で27試合（先発23試合）に登板して9勝7敗、防御率3.74、131奪三振を記録した。9月20日にメジャー契約を結んでアクティブ・ロースター入りし、同日のシアトル・マリナーズ戦にて先発でメジャーデビュー（4.2回を6失点で敗戦投手）。この年メジャーでは2試合に先発登板して0勝1敗、防御率7.20、7奪三振を記録した。

## 選手としての特徴
フォーシーム、チェンジアップ、スライダー、スイーパー、カッターを投げ、この中ではスライダーの評価が高い。

## 詳細情報

### 年度別投手成績
| 年 度    | 球 団    | 登 板 | 先 発 | 完 投 | 完 封 | 無 四 球 | 勝 利 | 敗 戦 | セ 丨 ブ | ホ 丨 ル ド | 勝 率 | 打 者 | 投 球 回 | 被 安 打 | 被 本 塁 打 | 与 四 球 | 敬 遠 | 与 死 球 | 奪 三 振 | 暴 投 | ボ 丨 ク | 失 点 | 自 責 点 | 防 御 率 | W H I P |
| -------- | -------- | ----- | ----- | ----- | ----- | -------- | ----- | ----- | -------- | ----------- | ----- | ----- | -------- | -------- | ----------- | -------- | ----- | -------- | -------- | ----- | -------- | ----- | -------- | -------- | ------- |
| 2023     | OAK      | 2     | 2     | 0     | 0     | 0        | 0     | 1     | 0        | 0           | .000  | 47    | 10.0     | 12       | 4           | 2        | 1     | 3        | 7        | 1     | 0        | 9     | 8        | 7.20     | 1.40    |
| 2024     | OAK      | 25    | 24    | 1     | 1     | 0        | 7     | 9     | 0        | 1           | .438  | 543   | 127.2    | 130      | 23          | 27       | 1     | 10       | 92       | 3     | 0        | 73    | 71       | 5.01     | 1.23    |
| MLB：2年 | MLB：2年 | 27    | 6     | 1     | 1     | 0        | 7     | 10    | 0        | 1           | .412  | 590   | 137.2    | 142      | 27          | 29       | 2     | 13       | 99       | 4     | 0        | 82    | 79       | 5.16     | 1.24    |

- 2024年度シーズン終了時

### 年度別守備成績
| 年 度 | 球 団 | 投手（P） | 投手（P） | 投手（P） | 投手（P） | 投手（P） | 投手（P） |
| 年 度 | 球 団 | 試 合     | 刺 殺     | 補 殺     | 失 策     | 併 殺     | 守 備 率  |
| ----- | ----- | --------- | --------- | --------- | --------- | --------- | --------- |
| 2023  | OAK   | 2         | 1         | 0         | 0         | 0         | 1.000     |
| 2024  | OAK   | 25        | 5         | 5         | 0         | 2         | 1.000     |
| MLB   | MLB   | 27        | 6         | 5         | 0         | 2         | 1.000     |

- 2024年度シーズン終了時

### 背番号
- 68（2023年 - ）